# St. Paul (Aachen)

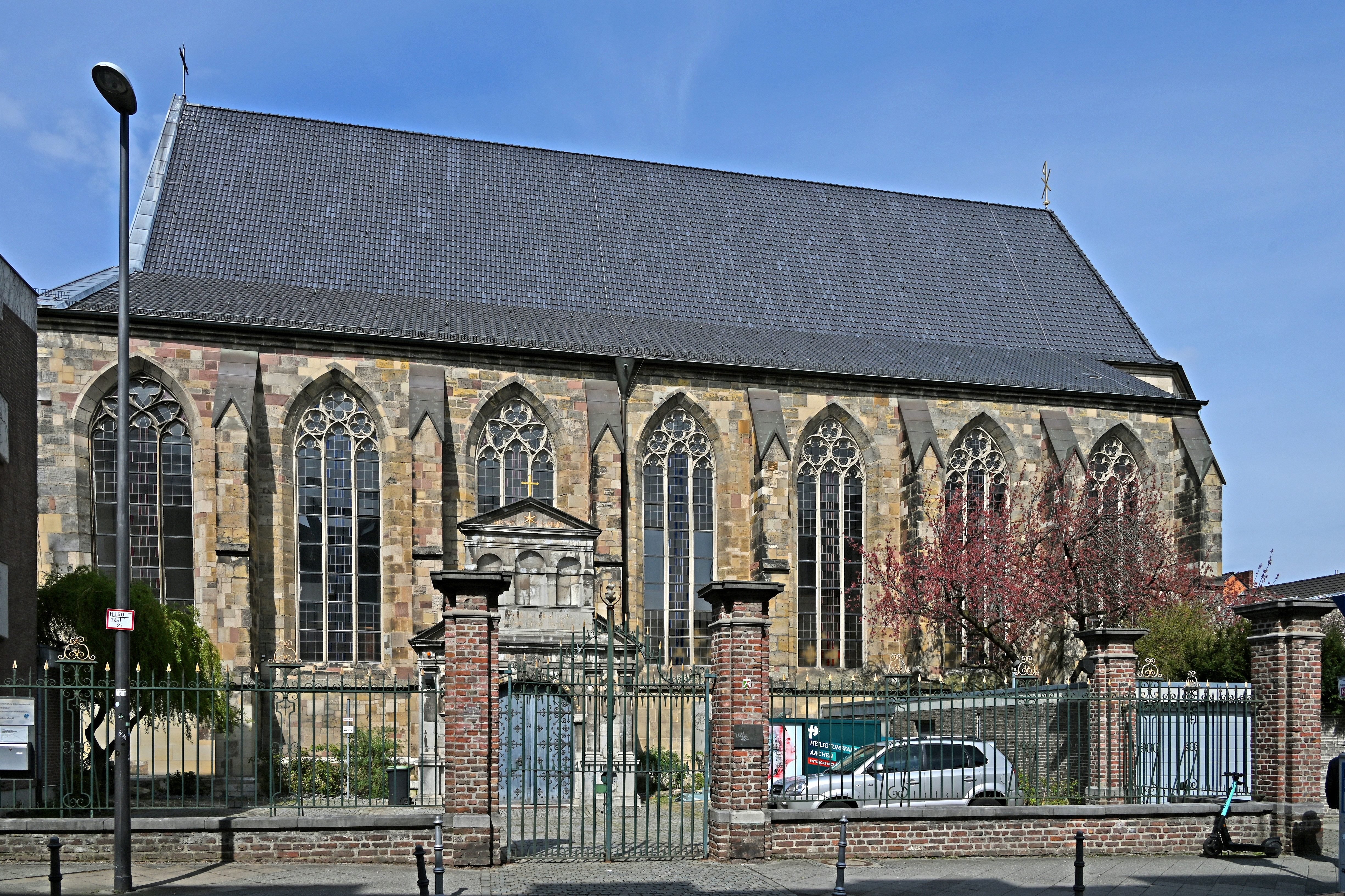
St. Paul, Aachen (2021)

Die Kirche St. Paul in Aachen ist eine ehemalige Dominikanerkirche und spätere römisch-katholische Pfarrkirche. Sie wurde 2009 profaniert und beherbergt seit 2018 das Diözesanarchiv des Bistums Aachen. Der Außenbau, mehrfach zerstört und wiederaufgebaut, bewahrt den Charakter der gotischen Bettelordenskirche. Das Innere ist modern umgestaltet.

## Geschichte

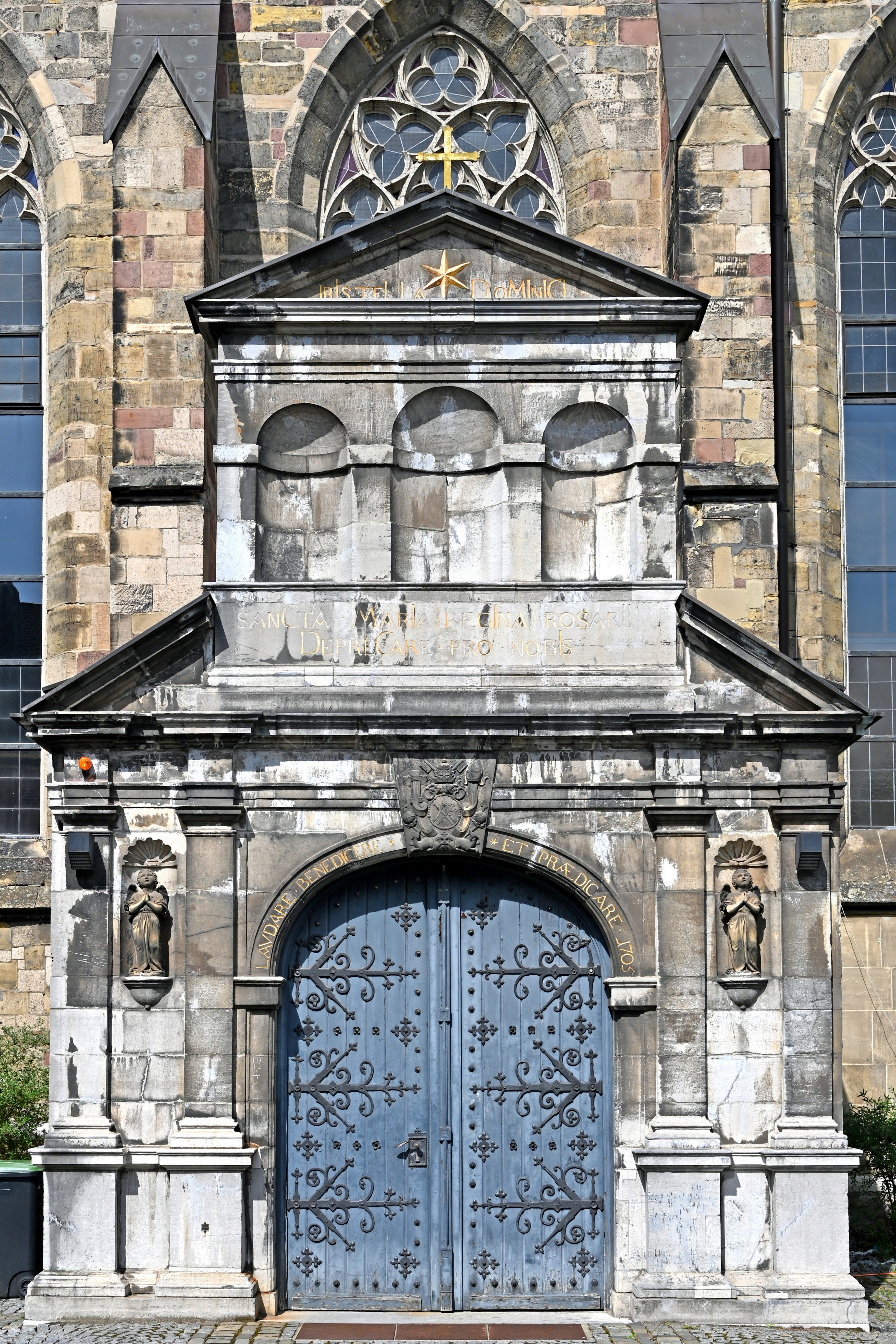
Rosenkranzportal (2021)

Die Dominikaner ließen sich 1294 in Aachen nieder und errichteten in ihrer neuen Niederlassung, dem Dominikanerkloster Aachen, zunächst ein Oratorium. Wie die meisten Gründungen des Predigerordens erhielten Kloster und Kapelle/Kirche das Patrozinium des Apostels Paulus. Erst zum Ende des 14. Jahrhunderts war es den Dominikanern durch größere Spendeneinnahmen möglich, Erweiterungsflächen für ihr Klostergrundstück zu erwerben und den Bau einer Klosterkirche umzusetzen. Die gotische Hallenkirche ohne Turm entstand im Wechsel vom 14. zum 15. Jahrhundert, denn ein Schlussstein im Rahmen des Südostfensters des Chores weist ein Wappenstein mit einem Doppelwappen und der Jahreszahl 1405 darauf hin, dass der Bau der Kirche um diese Zeit herum fertig gestellt worden ist. Erste Sanierungen waren um 1485 fällig, wie es aus einem Bittschreiben des Priors an den Herzog Wilhelm IV. von Jülich-Berg hervorgeht. Ein weiterer gut erhaltener unpolierter dreiteiliger Blaustein, der sich ursprünglich in der Gartenmauer der Kirche befand und später in der Wand der Seitenkapelle eingebaut wurde, belegt, dass im Jahr 1493 in Aachen die vierte Versammlung des Provinzialkapitels stattfand.
Beim Stadtbrand von Aachen 1656 wurden Kloster und Kirche zerstört und anschließend aufwändiger wiederaufgebaut. 1705 entstand das von Laurenz Mefferdatis entworfene barocke Rosenkranzportal, dessen beiden eingravierten Chronogramme: IBI STELLA DOMINICI („Dort ist der Stern des Dominikus“) und SANCTA MARIA REGINA ROSARII DEPRECARE PRO NOBIS („Heilige Maria, Königin des Rosenkranzes, bitte für uns“) die Jahreszahl 1705 ergeben. In der Kirche und auf dem Kirchhof sowie durch Funde in der Nachbarschaft weisen einige Epitaphreste darauf hin, dass zu ihrer Zeit als Dominikanerkirche nicht nur ihre Mönche, sondern auch verdiente Bürger aus der näheren Umgebung, zumeist Förderer des Dominikanerordens, dort begraben worden sind. So wurden Belege gefunden über die Begräbnisse unter anderem von Wilhelm van Horn, Besitzer des benachbarten Hauses zum Horn, von den Bürgermeistern Statz der Ältere, Statz der jüngere und Peter von Segraedt sowie Johann Bertram und Winand Theodor von Wylre, aber auch von dem Badearzt François Blondel.
In der Franzosenzeit wurde der Dominikanerkonvent im Jahr 1802 im Rahmen der Säkularisation aufgehoben. Zwei Jahre später wurde St. Paul als Pfarrkirche anerkannt und zunächst der Hauptpfarre St. Foillan angegliedert, bevor sie selbst 1826 zur Hauptpfarre 2. Klasse wurde. Zugleich erhielt die Kirche aus der Kapelle des ebenfalls säkularisierten Weißfrauenklosters Aachen den dortigen Hauptaltar mit dem Bilde Mariä Verkündigung und den großen Statuen des hl. Augustinus von Hippo und der hl. Maria Magdalena. 1822 erfolgte eine größere Bausanierung durch Johann Peter Cremer und Karl Friedrich Schinkel. Die Pfarrkirche wurde mit drei Altären, einer Orgel und reichlich Bildhauerdekor versehen.
Bei der Bombardierung Aachens am 13./14. Juli 1943 brannte der Klosterkomplex aus. Von der Kirche blieben nur die Umfassungsmauern und einige ausgelagerte Kunstschätze erhalten, darunter die Kopfreliquie des hl. Willibrord. Der Wiederaufbau war erst 1955 abgeschlossen. Dabei wurden im Inneren statt der Säulen und Gewölbe schlanke Stahlstützen und ein offener Dachstuhl mit Stahlträgern eingezogen. Zwischen 1950 und 1969 wurden mehrere Bleiglasfenster neu angefertigt, darunter das von Ludwig Schaffrath gestaltete Ornamentfenster über der Orgelempore. Im Jahr 1978 wurde noch das Portal an der Westseite nach Plänen des Künstlers Egino Weinert erneuert.
2009 wurde die Kirche profaniert. Nach einer längeren Planungsphase erfolgten von 2016 bis 2018 die Umbauarbeiten zur Aufnahme des Diözesanarchivs. Dabei wurde in den unveränderten Außenbau ein Betonkubus eingebaut.

Impressionen nach Umbau zum Diözesanarchiv
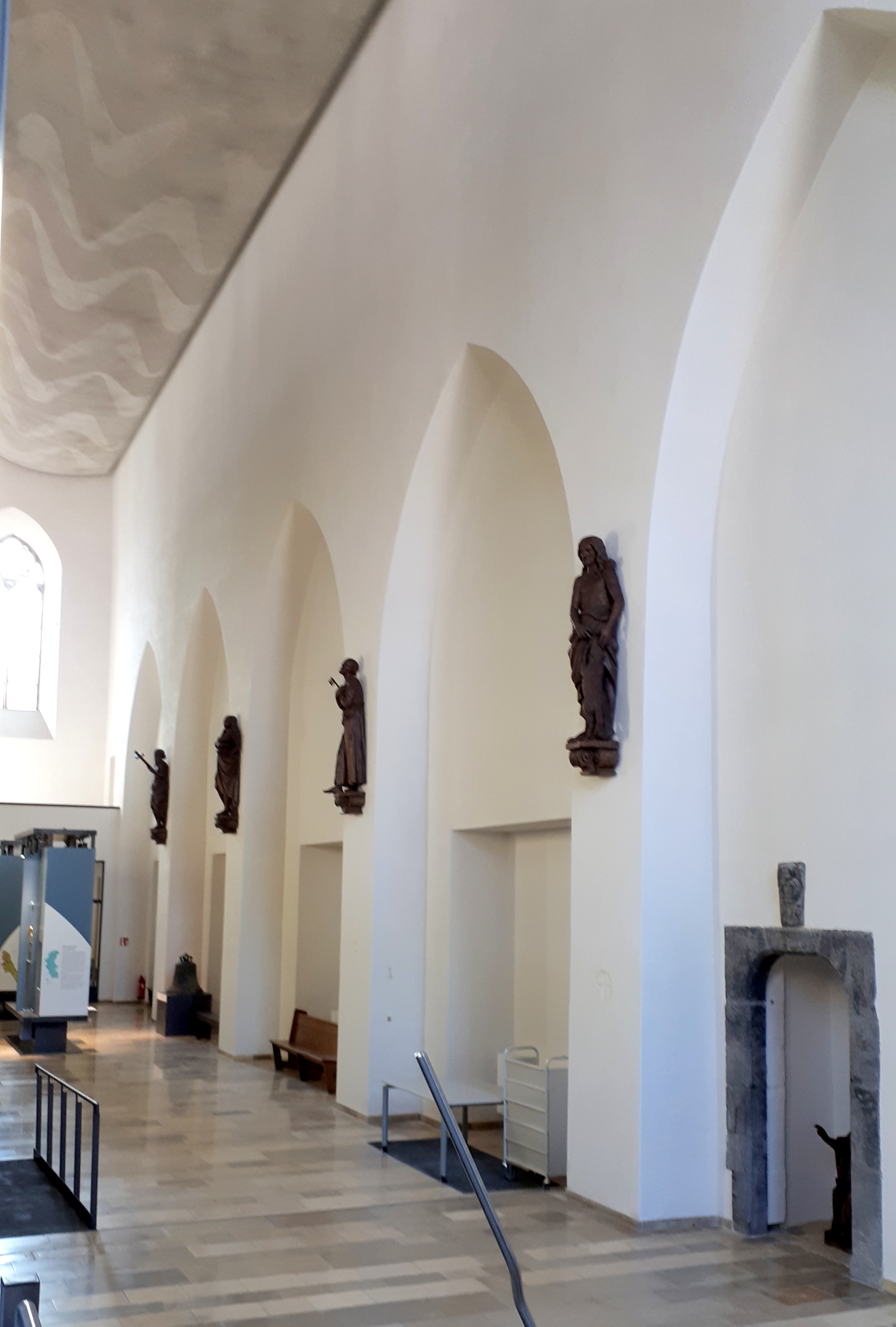
Linker Gang
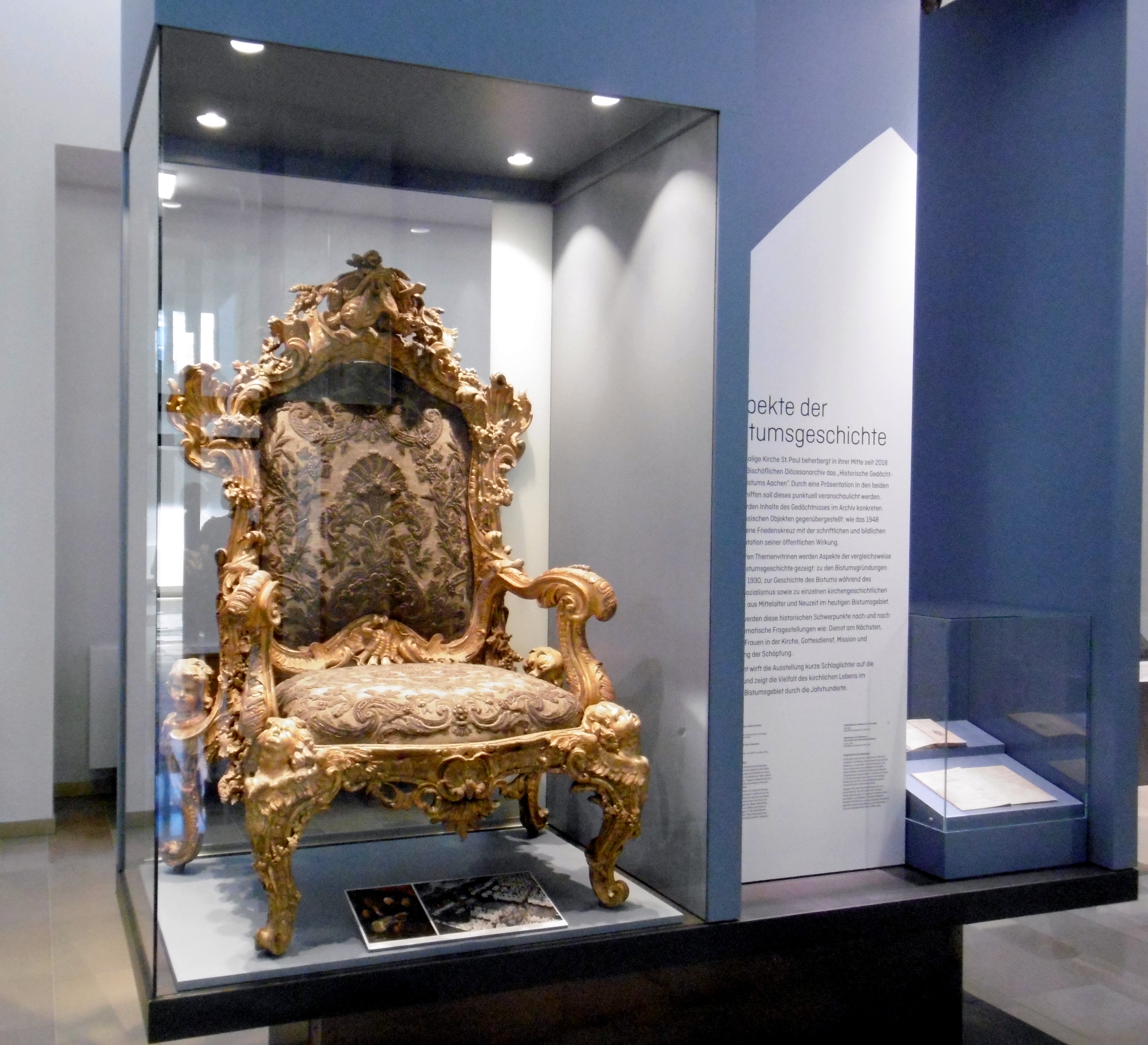
Bischofsthron Berdolet
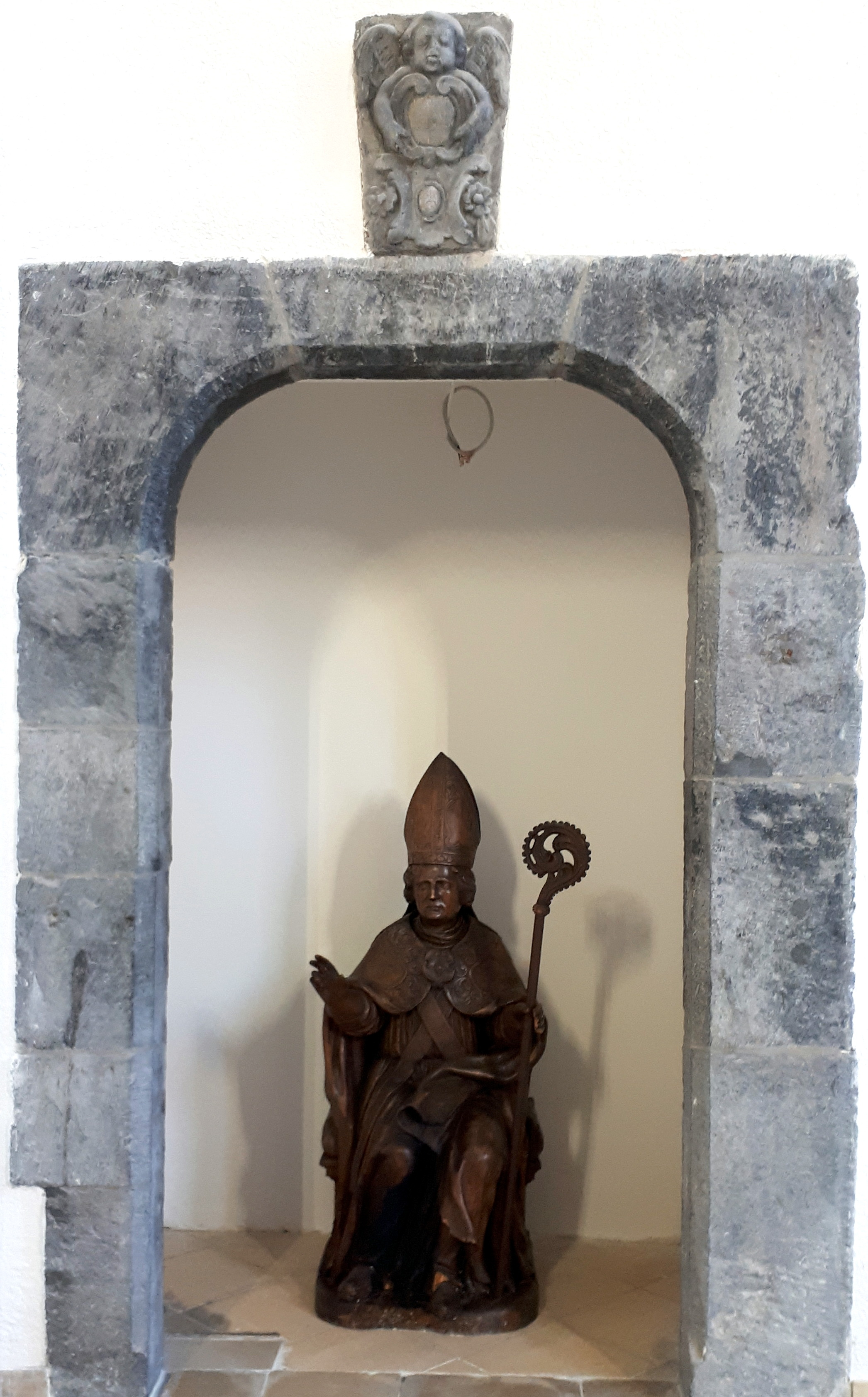
Nische mit Bischofsfigur
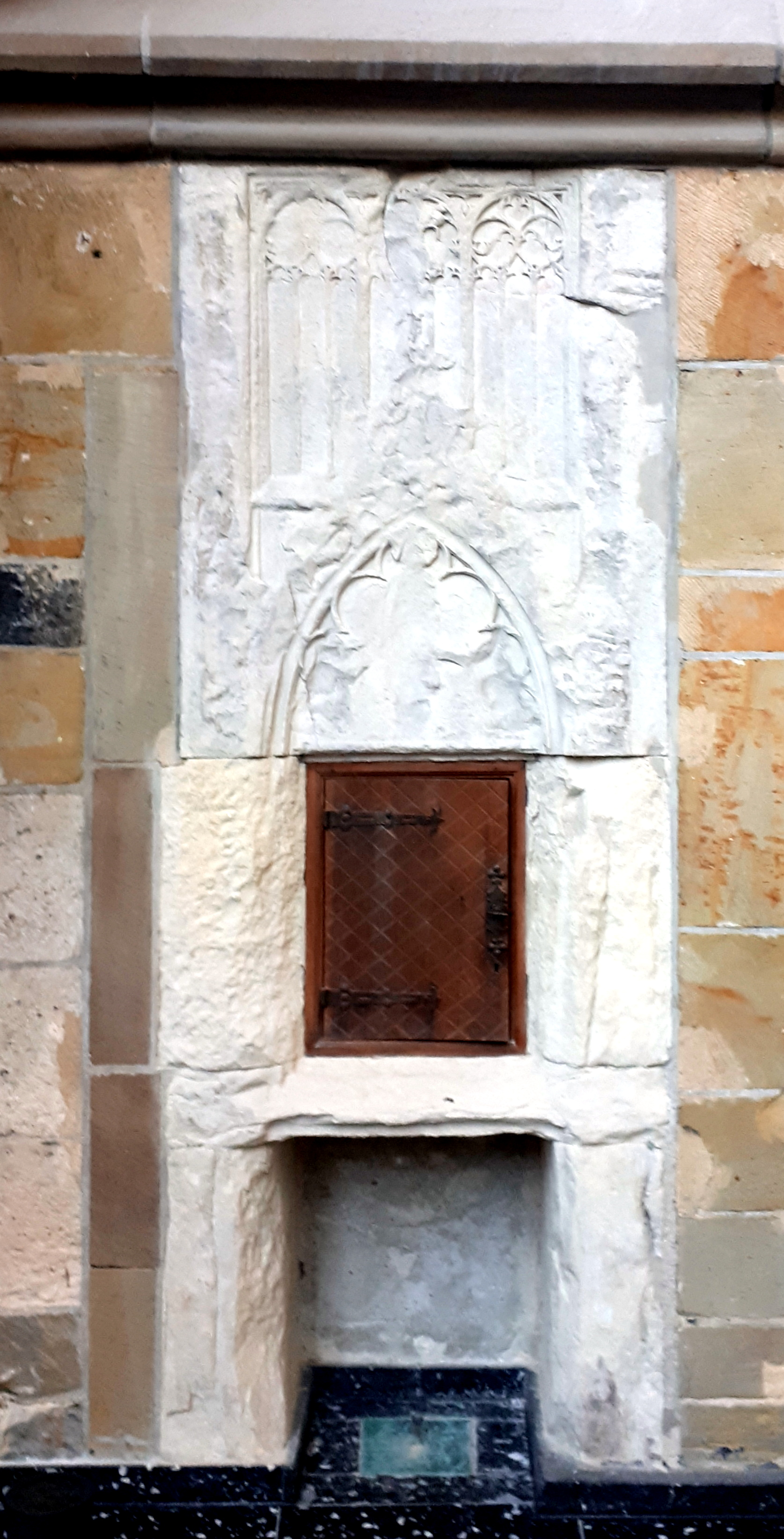
Relief mit Feuerstelle
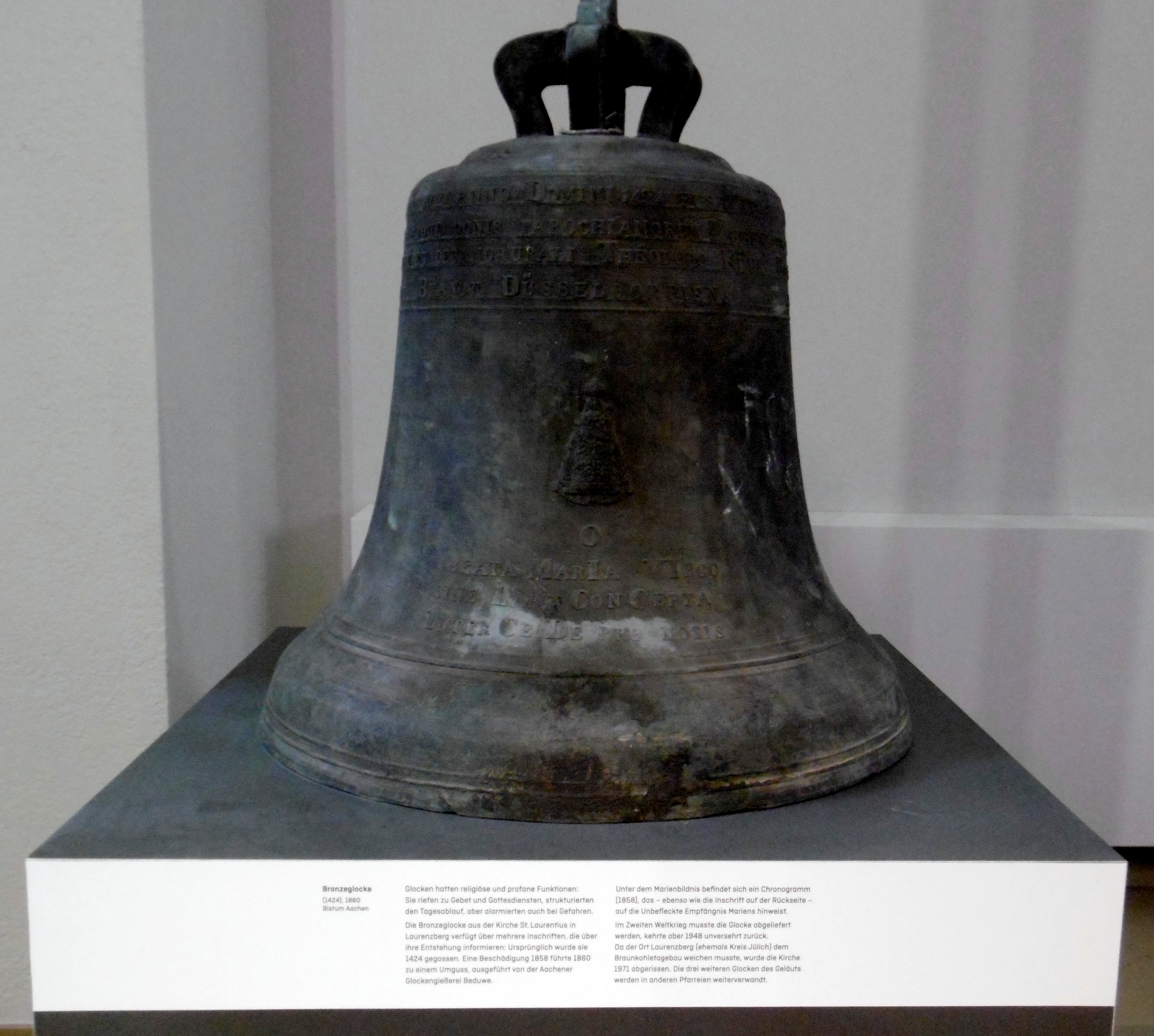
Beduwe-Glocke aus St. Laurentius/Laurenzberg
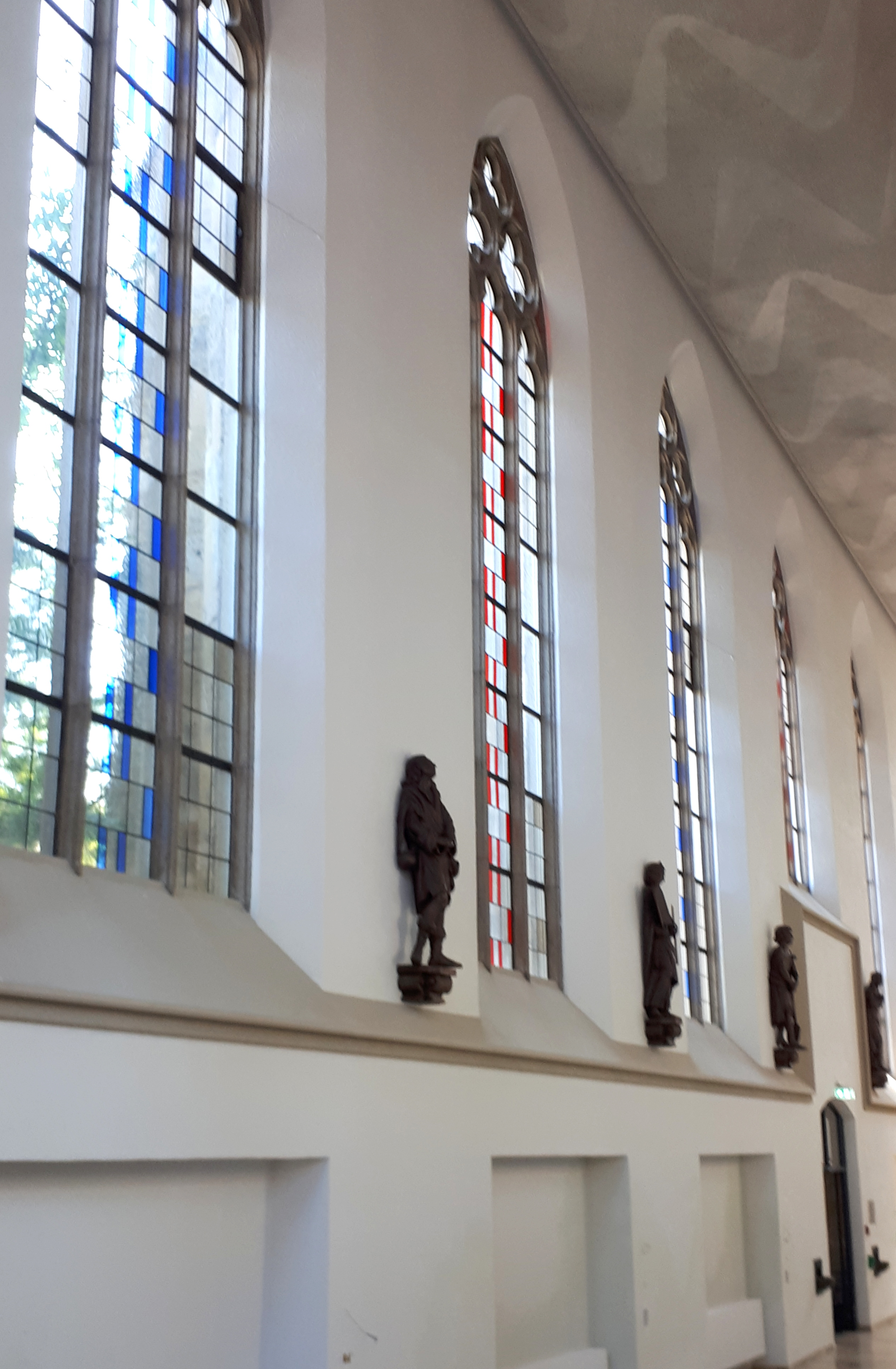
Rechter Gang